# Polycentropus valdiviensis
Polycentropus valdiviensis är en nattsländeart som beskrevs av Oliver S. Flint Jr. 1983. Polycentropus valdiviensis ingår i släktet Polycentropus och familjen fångstnätnattsländor. Inga underarter finns listade i Catalogue of Life.